# Sverre M. Fjelstad
Sverre Martin Fjelstad (17. října 1930 – 28. května 2024) byl norský zoolog, fotograf, spisovatel literatury faktu a producent pro rozhlas a televizi. Narodil se v Oslu. Veřejnosti je pravděpodobně nejznámější díky seriálu Naturmagasinet, který v letech 1966 až 1974 vysílala společnost Norwegian Broadcasting Corporation. Fjelstad zemřel 28. května 2024 ve věku 93 let.